# Möntenich

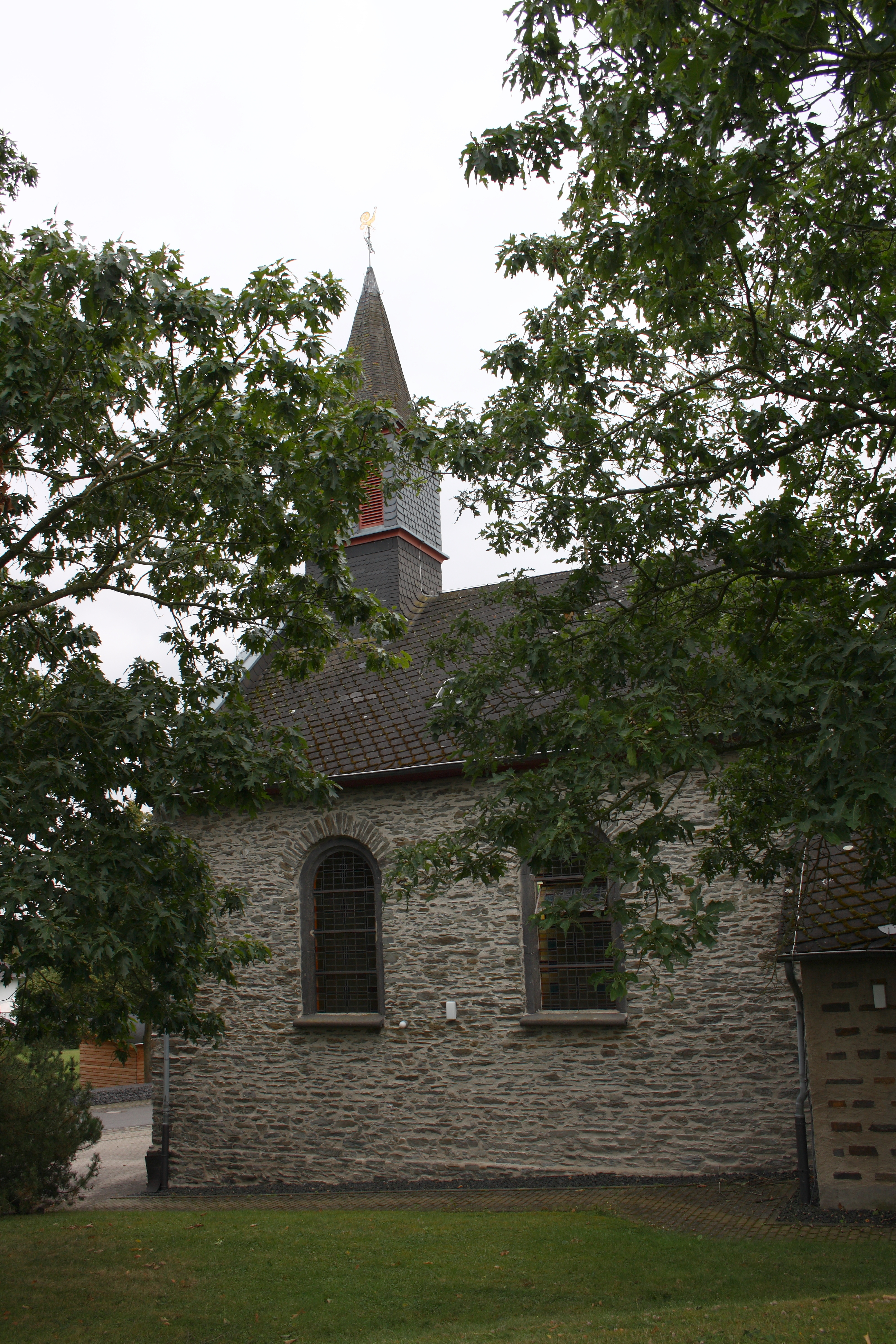
Kirche St. Laurentius

Möntenich ist eine Ortsgemeinde im Landkreis Cochem-Zell in Rheinland-Pfalz. Sie gehört seit dem 1. Juli 2014 der Verbandsgemeinde Kaisersesch an.

## Geographie
Möntenich liegt in der Osteifel in einer Talsenke zum Maifeld hin zwischen den Burgen Pyrmont und Eltz. Zu Möntenich gehören auch die Wohnplätze Lochheck und Weilerhof.
Möntenich grenzt an die Gemarkung von Keldung, Stadtteil von Münstermaifeld im Landkreis Mayen-Koblenz.

## Geschichte
Muntenich wird im Testament des Kardener Chorherren Heinrich de Littore am 1. März 1285 erwähnt. Möntenich war Reichsdorf und kam als Lehen in den Besitz der Freiherren von Pyrmont. Später war es im Besitz Kurtriers. Dessen Herrschaft endete mit der Besetzung des Linken Rheinufers 1794/96 durch französische Revolutionstruppen, von 1798 bis 1814 gehörte Möntenich zum Kanton Münstermaifeld im Rhein-Mosel-Departement. 1815 wurde die Region und damit die Gemeinde Möntenich auf dem Wiener Kongress dem Königreich Preußen zugeordnet. Seit 1946 ist der Ort Teil des Landes Rheinland-Pfalz.
Bevölkerungsentwicklung
Die Entwicklung der Einwohnerzahl von Möntenich, die Werte von 1871 bis 1987 beruhen auf Volkszählungen:
| Jahr | Einwohner |
| ---- | --------- |
| 1815 | 99        |
| 1835 | 182       |
| 1871 | 167       |
| 1905 | 167       |
| 1939 | 149       |
| 1950 | 153       |

| Jahr | Einwohner |
| ---- | --------- |
| 1961 | 148       |
| 1970 | 151       |
| 1987 | 148       |
| 1997 | 131       |
| 2005 | 153       |
| 2017 | 134       |

## Politik

### Gemeinderat
Der Gemeinderat in Möntenich besteht aus sechs Ratsmitgliedern, die bei der Kommunalwahl am 9. Juni 2024 in einer Mehrheitswahl gewählt wurden, und dem ehrenamtlichen Ortsbürgermeister als Vorsitzendem.

### Bürgermeister
Alois Knieper ist Ortsbürgermeister von Möntenich. Bei der Direktwahl am 26. Mai 2019 wurde er mit einem Stimmenanteil von 88,37 % und am 9. Juni 2024 als einziger Bewerber mit 79,2 % jeweils für weitere fünf Jahre in seinem Amt bestätigt.

### Wappen
Seit 1989 führt die Gemeinde ein Wappen:
| Wappen von Möntenich | Blasonierung: „Schild durch eingeschweifte, gestürzte goldene Spitze, darin ein schwarzer rotgezungter Adler, gespalten; vorn in Rot ein silberner Rost, hinten in Grün nebeneinander drei goldene Ähren mit Halmen.“ |
| Wappen von Möntenich | Wappenbegründung: Der Reichsadler erinnert an die bis ins 16. Jahrhundert freie Reichsherrschaft „Muntenich“. Der Rost weist auf den Schutz- und Kirchenpatron, den hl. Laurentius, der seit der Errichtung der Frühmessnerei im Jahre 1775 verehrt wird. Für die noch heute betriebene Landwirtschaft stehen im grünen Feld die goldenen Ähren. Der Ort verdankt seine Entstehung einem landwirtschaftlichen Gutshof; bereits im 13. Jahrhundert bezog die Trierer Abtei St. Maximin hier Einkünfte. |